# Forcepia luciensis
Forcepia luciensis är en svampdjursart som först beskrevs av Topsent 1888.  Forcepia luciensis ingår i släktet Forcepia och familjen Coelosphaeridae. Inga underarter finns listade i Catalogue of Life.